# Jean-Baptiste Boudeau
Jean-Baptiste Boudeau (Saint-Priest-Taurion, 16 mars 1881 – Saint-Priest-Taurion, 13 septembre 1959) est épicier itinérant à Saint-Priest-Taurion (Haute-Vienne). De 1900 à 1924, au fil de ses tournées, il réalise en amateur un grand nombre de photographies, conservées par la médiathèque de Limoges, qui constituent un témoignage de la vie quotidienne dans le Limousin au début du XXe siècle.

## Biographie
Jean-Baptiste Boudeau réalise, de 1900 à 1924, 4981 photographies noir et blanc au gré de ses livraisons d'épicier itinérant avec sa carriole tirée par un cheval. Il sillonne une quarantaine de communes dans les cantons d’Ambazac, de Saint-Léonard-de-Noblat, d’Eymoutiers, de Laurière, et dans les environs de Limoges, lieux jusqu'alors tenus à l'écart de l'engouement photographique. À cette occasion il photographie les événements, les fêtes, les faits divers, sur lesquels il se rend rapidement à bicyclette. Il réalise aussi des cartes postales, des photographies de mariage, des portraits qui lui permettent de couvrir ses frais. Il consigne, range, classe, numérote ses plaques, précise dates, lieux et noms des sujets photographiés. Son travail témoigne des transformations de la vie quotidienne dans les campagnes limousines.
Boudeau parcourt la campagne jusqu’au décès de sa mère en février 1924. À cette date, âgé de 43 ans, il cesse toute activité de photographe pour ne se consacrer qu’à l’épicerie, sans se départir de sa collection de photographies, dont la ville de Limoges fera l'acquisition, pour la plus grande partie, lors d'une vente aux enchères après son décès.

## Le fonds Jean-Baptiste Boudeau
La Bibliothèque francophone multimédia de Limoges conserve désormais plus de 2 500 de ses négatifs sur plaques de verre argentique en noir et blanc. Cet ensemble d'images du quotidien concerne des lieux communs (façades de maison, vues de village) des manifestations de la vie sociale (fêtes, processions, travaux des campagnes, mariages), mais aussi l'actualité spectaculaire comme les faits divers de la campagne, faisant de Jean Baptiste Boudeau, un fait-diversier, un photo-journaliste témoin de son temps.
Le fonds photographique Boudeau se divise en trois ensembles :
- les plaques de verre, réparties entre 285 boites dont la BFM en possède 161.
- 72 albums établis de février 1900 à février 1924.
- les cartes postales et les photos hors albums, disséminées parmi de nombreuses collections.

La bibliothèque de Limoges a présenté, du 16 novembre 2012 au 5 janvier 2013, une exposition intitulée : Jean Baptiste Boudeau, épicier photographe 1900-1921.
- Atelier de couture en plein air.
- Dans le grenier.
- Jardin à St. Priest Taurion.
- Les buveurs d'absinthe.
- Batteuse à Lubersac.
- L'affiche pacifiste.